# Brachythecium inconditum
Brachythecium inconditum là một loài rêu trong họ Brachytheciaceae. Loài này được Besch. mô tả khoa học đầu tiên năm 1880.